# Epoca de gheață 4: Continente în derivă
Epoca de gheață 4: Continente în derivă (în engleză Ice Age: Continental Drift) este un film american de animație pe computer din 2012 produs de Blue Sky Studios și distribuit de 20th Century Fox.